# Бурштынская ТЭС
Бурштынская тепловая электростанция — расположена возле города Бурштын (Ивано-Франковская область) на пересечении линий электропередач, соединяющих Украину с Венгрией, Румынией, Словакией. Установленная мощность — 2334 МВт. Основное технологическое топливо — уголь украинских угольных бассейнов, вспомогательное — природный газ и мазут. Все топливные котлы оборудованы комбинированными углегазомазутными горелками.

## История
12 энергоблоков (мощностью по 200 МВт каждый) были введены в эксплуатацию в Советском Союзе в 1965—1969 годах. Благодаря удачному географическому расположению и сейчас 2-3 энергоблока постоянно работают на экспорт.
С 1995 года Бурштынская ТЭС входит в состав ПАО «ДТЭК Западэнерго» (укр.).
С 1 июля 2002 года Бурштынская ТЭС отделена от объединённой энергосистемы Украины и работает в составе «Бурштынского острова» и параллельно с объединённой энергетической системой европейских стран (ENTSO-E). Работа в рамках «острова» требует загрузки до 9 энергоблоков станции, тогда как прежде на станции работали не более 6 энергоблоков. Присоединение к ENTSO-E открыло возможности для увеличения экспортных поставок электроэнергии с Украины, но режим работы электростанции в «Бурштынском острове» крайне негативно влияет на состояние оборудования, поскольку требует маневровой работы станции — частых пусков-остановок блоков. Вследствие такого режима значительно возросла аварийность.
28 июля 2003 года Бурштынская ТЭС была внесена в перечень особо важных объектов электроэнергетики Украины, обеспечение охраны которых было возложено на ведомственную военизированную охрану во взаимодействии со специализированными подразделениями МВД Украины и иных центральных органов исполнительной власти.
19 октября 2022 года в ходе вторжения России в Украину Бурштынская ТЭС повреждена российской ракетой.
14 января 2023 года ДТЭК сообщил, что после ракетного удара в машинный зал ТЭС прекратила работу.

## Бурштынское водохранилище
Бурштынская ТЭС обеспечивается водой из расположенного неподалёку водохранилища на реке Гнилая Липа . Водохранилище часто называют Бурштынское озеро или море. Площадь водохранилища 1260 га.
Температура воды в озере выше на несколько градусов от ожидаемой благодаря подогреву от электростанции. Именно поэтому здесь проводятся соревнования по плаванию на открытой воде.
В озере водится рыба. Рыбаки любят ловить рыбу именно здесь, ведь рыба быстрее набирает вес в теплой воде.
Озеро создает своеобразный микроклимат у своих берегов. Больше нигде поблизости кроме как на берегах Бурштынского озера не могут созреть абрикосы и персики.

## Экология
Бурштынская ТЭС является мощным источником выбросов вредных химических веществ в атмосферу. Выбросы из двух 250-метровых и одной 180-метровой трубы разносят господствующие в этой местности западные и северо-западные ветры на расстояние до 100 километров. В 2009 году зафиксировано выбросы 190,9 тыс. тонн вредных веществ — это конкретно 20,5 тыс. тонн твердых частиц, 159,9 тыс. тонн сернистого ангидрида, 9,4 тыс. тонн диоксида азота и 0,93 тыс. тонн моноксида углерода.
Твердые частицы от сжигания угля, которые не улавливаются газоочистным оборудованием, оседают в 30-километровом радиусе вокруг станции. Сернистый ангидрид вызывает кислотные дожди. Сейчас выбросы сернистого ангидрида является серьёзнейшей проблемой и не соответствуют европейским нормам. Диоксид азота вызывает смог. Оксид углерода усиливает парниковый эффект.
Экологическую ситуацию не только в санитарно-защитной зоне предприятия, но и в Бурштыне, окружающей сельской местности, на левом берегу водохранилища, Кассовой горе постоянно отслеживает отдел охраны окружающей среды ТЭС. В состав этого отдела входит санитарная лаборатория, которая контролирует приземные концентрации загрязняющих веществ в атмосферном воздухе, выпадающие осадки и анализирует пробы грунта, грунтовых, поверхностных и сточных вод.
Ежегодно Бурштынская ТЭС сбрасывает в реку Гнилая Липа около 2,11 млн м³ сточных вод. По данным экологического паспорта Ивано-Франковской области среднегодовая концентрация загрязняющих веществ (мг/дм³) за 2008 год в Бурштынском водохранилище составляла: взвешенные вещества — 17,0; БПК5 — 2,2; сульфаты 130,0; хлориды — 21,0; аммоний — 0,55; нитраты — 2,9.
Для Бурштынской ТЭС чрезвычайно актуальной является проблема складирования и переработки твердых отходов — топливного шлака и золы — которые остаются после сжигания угля в топках ТЭС.
Часть золы ТЭС поступает на Ивано-Франковский цементно-шиферный комбинат, где используется в качестве добавки к цементу.
По данным 2009 года, город Бурштын — третий среди самых загрязненных городов Украины.

## Выдача мощности станции
Выдача мощности электростанции осуществляется как в сеть Бурштынского энергоострова, так и в ОЭС Украины (укр.)
| Напряжение | Число цепей | Назначение                                                            |
| ---------- | ----------- | --------------------------------------------------------------------- |
| 400 кВ     | 1           | подстанция «Мир» 400/220/110кВ Мукачево (ENTSO-E)                     |
| 330 кВ     | 1           | подстанция «Западноукраинская» 750/330кВ Ходоров (ENTSO-E)            |
| 330 кВ     | 1           | подстанция «Западноукраинская» 750/330кВ Ходоров (ОЭС Украины (укр.)) |
| 330 кВ     | 1           | подстанция «Ивано-Франковск» 330/110кВ Ивано-Франковск (ОЭС Украины)  |
| 330 кВ     | 1           | подстанция «Тернополь» 330/110кВ Великая Березовица (ОЭС Украины)     |
| 220 кВ     | 2           | подстанция «Стрый» 220/110/35кВ Стрый (ENTSO-E)                       |
| 220 кВ     | 2           | подстанция «Калуш» 220/110/35кВ Калуш (ENTSO-E)                       |